# Guillermo Zinny
Guillermo Zinny (Buenos Aires, 18 de febrero de 1906-Córdoba, Argentina; 16 de enero de 1979) fue un militar e ingeniero civil perteneciente al Ejército Argentino y posteriormente a la Fuerza Aérea Argentina. Logró ascender a la jerarquía de Brigadier General y fue Comandante en Jefe de la Aeronáutica desde el 3 de enero de 1957 hasta el 17 de mayo del mismo año. También fue presidente de Aerolíneas Argentinas entre 1963 y 1965.

## Familia
Guillermo Zinny nació el 18 de febrero de 1906, sus padres fueron Carlos Miguel Zinny Zapiola (1865-1948) y Rosa Blanca Fuschini Fidanza (1865-1930). Guillermo fue el cuarto de los seis hijos del matrimonio. Sus hermanos fueron Mario, Carlos, Blanca, Antonio y Delia.
El brigadier general Guillermo Zinny se casó el 2 de julio de 1932, en la Ciudad de Córdoba, con María Angélica Pizarro Díaz. De este matrimonio nacieron cinco hijos: Guillermo Federico, Jorge Horacio, Miguel Ángel, Ricardo y María Angélica.

## Carrera

### Oficial del Ejército Argentino
Tras haber finalizado sus estudios secundarios, Zinny ingresó al Colegio Militar de la Nación en marzo de 1924, del cual egresaría tres años más tarde como subteniente. El 25 de marzo de 1930 inició el curso de aviador militar en la Escuela de Aviación Militar del cual se graduó en 1931. Realizó exitosamente el curso de oficial de Estado Mayor entre 1938 y 1939 en la Escuela Superior de Guerra. En 1940 se desempeñó como profesor de Táctica Aérea en el vigésimo noveno curso de la Escuela Militar de Aviación dependiente del Ejército Argentino.

### Oficial de la Fuerza Aérea Argentina
Hecha efectiva la creación de la Fuerza Aérea Argentina el 4 de enero de 1945, Zinny fue dado de alta en el escalafón de la Aeronáutica Militar permanente con el grado de vicecomodoro, el equivalente al grado de teniente coronel que ostentaba dentro de las filas del Ejército. En 1946 se desempeñó como Profesor de Geografía Militar Aérea en el primer curso de la recientemente creada Escuela Superior de Guerra Aérea. En 1949 se desempeñó como Agregado Aeronáutico a la Embajada de la República Argentina en Italia. Posteriormente ejerció la jefatura de la Base Aérea de Paraná, fue comandante de la IV Brigada Aérea de Mendoza y en 1951 y luego sirvió como comandante de Regiones Aéreas.

#### Participación en la rebelión del 28 de septiembre de 1951
El por entonces brigadier Zinny tuvo un importante papel en la planificación de la rebelión del 28 de septiembre de 1951. Fue quien cumplió la función de enlace entre Menéndez y diversos militares que luego serían parte de la asonada. Se reunió personalmente con el brigadier mayor Samuel Guaycochea, jefe de la Base Aérea de Córdoba, y el capitán de navío Vicente Baroja, jefe de la Aviación Naval. Tuvo éxito en sumar a estos dos militares a la rebelión que luego se materializaría el 28 de septiembre. Sin embargo, dicho intento de golpe de Estado contra el presidente Juan Domingo Perón fue rápidamente sofocado. Menéndez fue condenado a 15 años de arresto y destitución del grado militar. El brigadier mayor Guaycochea, el brigadier Zinny y el capitán de navío Baroja huyeron hacia Uruguay por lo que evitaron ir a prisión, pero se los destituyó del grado militar en ausencia por su implicación en los hechos mencionados.

#### Reincorporación
Tras triunfar la Revolución Libertadora, golpe de Estado que depuso a Juan Perón en septiembre de 1955, Zinny y los demás acusados de haber participado en la rebelión de 1951 son reincorporados a las filas de sus respectivas fuerzas el 12 de octubre de 1955. Zinny fue promovido a brigadier mayor inmediatamente tras ser reincorporado.
A finales de 1955, el brigadier mayor Guillermo Zinny fue designado embajador argentino en Venezuela.

### Comandante en Jefe de la Fuerza Aérea Argentina
El 28 de diciembre de 1956, Guillermo Zinny fue designado comandante en jefe de la Fuerza Aérea Argentina tras la partida de dicho cargo de parte del brigadier general Heriberto Ahrens. Oficialmente el cargo lo asumió el 3 de enero de 1957.
Sin embargo, la permanencia del flamante brigadier general Zinny en el cargo de Comandante en Jefe de la Fuerza Aérea fue efímera, ya que el viernes 17 de mayo de 1957, presentó formalmente su pase a retiro. El motivo de esta determinación fue que Guillermo Zinny autorizó al exministro de Aeronáutica, Julio Krause, para que llevase adelante una reunión que incluyó a altos mandos en actividad dentro de la Fuerza Aérea. En la susodicha reunión, que se efectuó en la sede del ministerio de aeronáutica, fue causante de un gran malestar dentro de los sectores de la cúpula de la fuerza aérea. Este acto también enfadó al ministro de Aeronáutica en funciones Eduardo Mac Loughlin y al presidente Pedro Eugenio Aramburu, quien había removido a Krause de su cargo meses atrás. Una vez cesado en su cargo Zinny, el nuevo comandante en jefe de la aeronáutica fue Ángel Peluffo, quien previamente prestaba servicios como subsecretario de Aeronática.
Aunque el decreto presidencial señala que el brigadier mayor Ángel Peluffo juró el 17 de mayo de 1957, asumió formalmente la comandancia en jefe de la fuerza aérea siete días después.

## Actividad posterior al retiro
En 1963, asumió en el cargo de presidente de Aerolíneas Argentinas; en 1965, renunció por desacuerdo con un cambio en la empresa dispuesto por el Gobierno.